# 联合国大会关于西藏问题的决议
关于西藏问题和藏人的民族自决权，联合国大会于1959年，1961年，和1965年通过三项决议，分别为
- 联合国大会决议第1353号（1959年）
- 联合国大会决议第1723号（1961年）
- 联合国大会决议第2079号（1965年）

## 联合国大会决议第1353号（1959年）
在联合国大会1959年10月21日的会议上，由从英国统治下取得民族独立不久的爱尔兰共和国和马来亚提议，大会以45票赞成，26票弃权，9票反对，通过了《联合国大会决议第1353号》。《决议1353号》呼吁尊重藏族人民的基本人权，及其独特的宗教和文化权利。

## 联合国大会决议第1723号（1961年）
以56票赞成，29票弃权，11票反对获得通过。《决议1723号》庄严重申，呼吁停止剥夺西藏人民基本人权和自由的行为，包括停止剥夺西藏人民的民族自决权。

## 联合国大会决议第2079号（1965年）
以43票赞成，22票弃权，26票反对获得通过。《决议2079号》庄严重申，呼吁停止一切剥夺西藏人民人权和基本自由的行为。